# タニン・チャラワノン
タニン・チャラワノン（タイ語: ธนินท์ เจียรวนนท์、1939年4月 - ）は、欧米またアジアの数十か国の企業数百社を傘下におさめ年間総売上高数兆円を数えるCP（チャロン･ポカペン）グループ（本社・タイ）の会長兼CEO。総計数百億香港ドルとも言われる一族全体の資産ゆえにタイきっての富豪として知られるほか、中国では外資企業（正大集団）を率いる華僑として最初期の中国進出に成功した第一人者とみなされている。

## 経歴
華人として1939年にタイのバンコクで生まれる。中国および香港で教育を受けた後、3人の兄がいたが1969年に30歳でグループ社長に指名され、父親と叔父が創業した飼料肥料貿易会社を食品のほか流通通信まで手掛けるCP（チャロン･ポカペン）グループに育て上げる。タクシン元タイ首相の経済顧問をはじめ、タイと中国において各種顧問を務める。
2023年11月3日、秋の叙勲で旭日重光章を受章。

## 動向
近年の中国進出におけるチャイナリスクへの危機管理の必要性から、島耕作のアジア立志伝（NHK）第一話の人物として選ばれ、「中国と東南アジアを代表する華僑経営者。中国投資の先駆者としても知られる。成功の原点はリスクを負ってゼロから市場を切り拓く“風険投資”。1978年の改革開放で中国が初めて外国資本に開かれた時、0001番の認定を持つほど初期の投資を決断。その後、何度も政情不安や危機に直面したが、逆風をチャンスに変えて成功」と紹介される。